# Єврейське кладовище (Хмельницький)

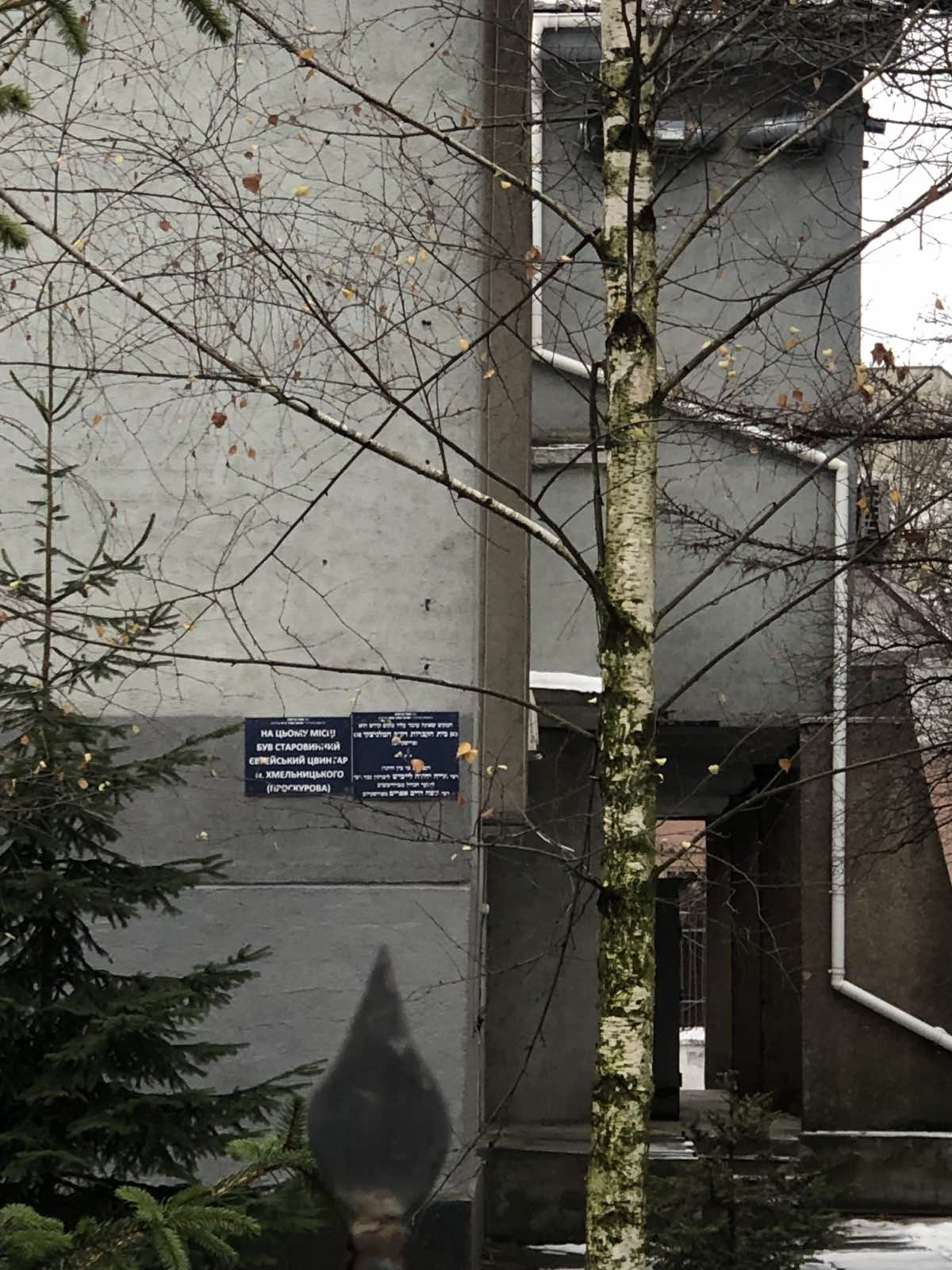
Табличка, будівля «Хмельницькстандартметрології», вул. Свободи,7

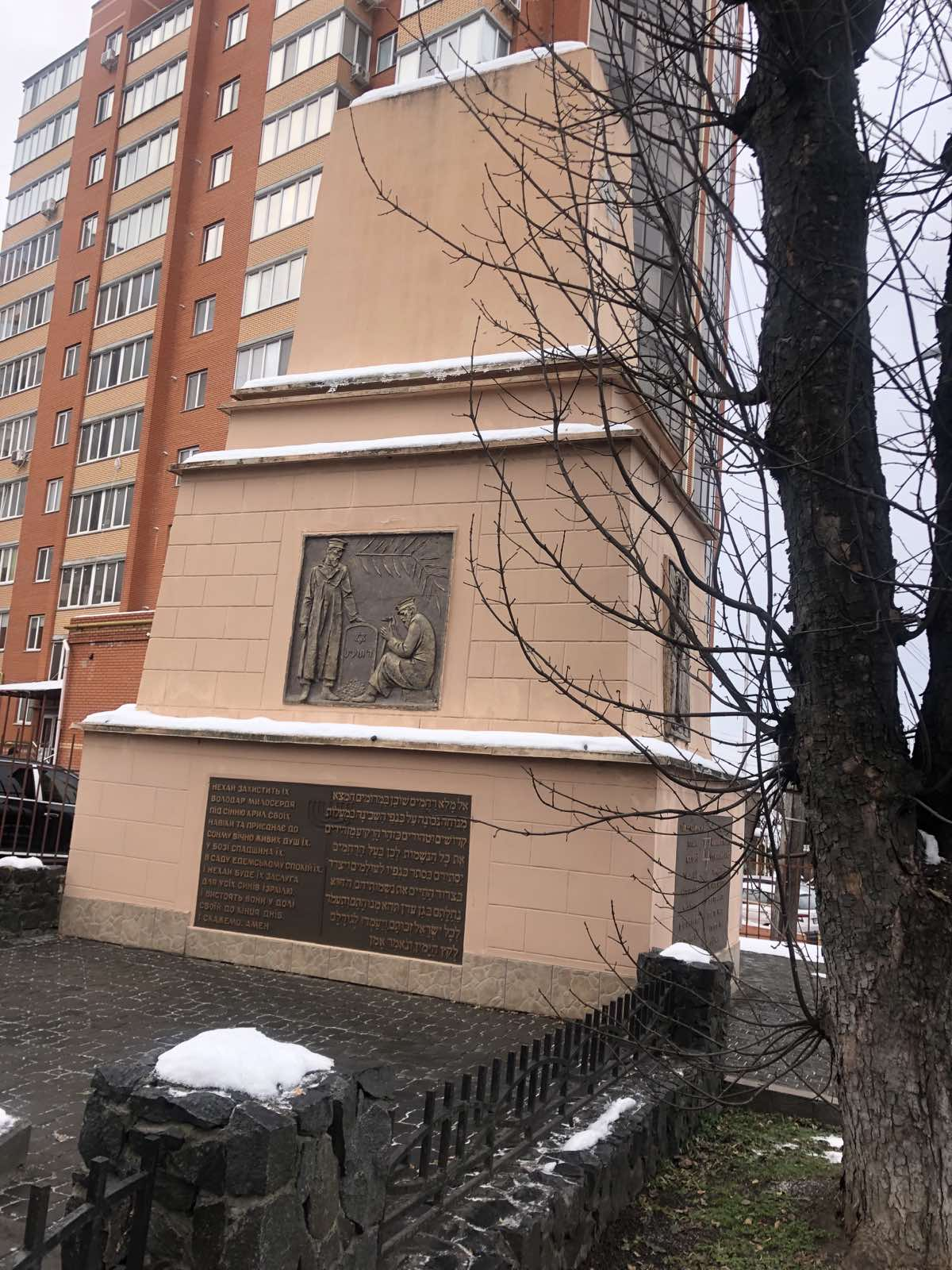
Пам'ятник жертвам Проскурівського погрому

Хмельницьке євре́йське кладови́ще (івр. בית קברות) — кладовище, що розташоване за адресою вул. Святослава Хороброго,3 (раніше Толстого). Один із найстаріших збережених некрополів та єдине суто конфесійне кладовище в місті.

## Загальні відомості

### Локалізація

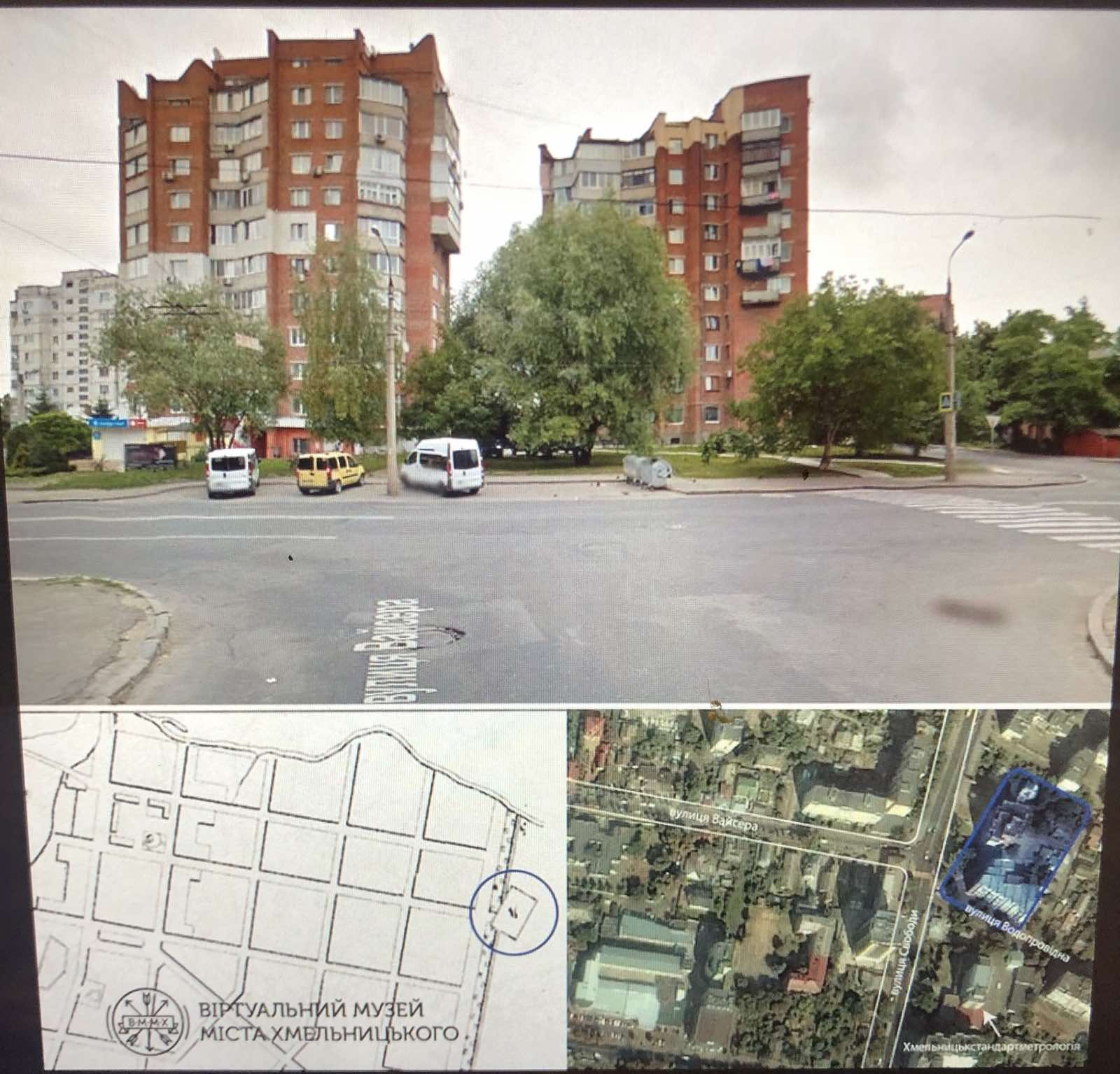
Генеральний план Проскурова 1880 року

Відомо, що найдавніше єврейські поховання існували приблизно в районі, де нині розташований житловий будинок на вул. Кам'янецькій 50. Генеральний план міста (1824 рік), вказує розташування єврейського кладовища між вулицями Водопровідною (з боку вулиці Свободи) та Прибузької. Це була околиця міста. У 1870-х роках вздовж вулиці Кам'янецької виділяється велика територія під комплекс цвинтарів. На захід від православної частини був єврейський сектор, від якого до нашого часу збереглась невеличка частина (вул. Святослава Хороброго, 1). Нове єврейське кладовище розмістили окремо на північно-західному боці міського цвинтаря (нині вулиця Святослава Хороброго). Між окремими секторами не було забудови. Будинки між християнською та єврейською частиною кладовища знаходяться на місцях поховань.
Один із будинків, який нині знаходиться на території комунального підприємства «Спецкомунтранс», був юдейським будинком омовіння. Сама територія кіркута була більших розмірів, ніж нині. Західна частина досягала сучасної вул. Героїв Чорнобиля та Пам'ятника жертвам Проскурівського погрому, що розташований поруч, який надає унікальності некрополю (стався у Проскурові 15 лютого 1919 року). Частину цвинтаря було знесено під час прокладання автомагістралі. Відділом охорони пам'яток історії і культури цей єдиний на Україні пам'ятник жертвам погромів був взятий на державний облік і охорону під номером 66.
З метою  збереження історичної пам'ятки, хмельницький благодійний фонд «Хесед — Бешт » створив на цьому місці музейно  — меморіальний комплекс «Світло душі», який включає єврейський цвинтар, меморіал пам'яті, присвячений воїнам-євреям, які загинули на фронтах Другої світової війни, пам'ятник жертвам Голокосту, музею мацев та сектору запалення поминальних свічок.

### Опис поховань
Характеризуючи Подільську губернію, В.Гульдман вказує, що наприкінці XIX століття євреї складали 13,3 % її населення. Що ж стосується Проскурова (з 1954 р. — м. Хмельницький), то тут аналогічний показник становив 38,2 %. Єврейські квартали міста сформувалися в районі сучасних вулиць Подільської і Староміської. Тут залишилось чимало зразків традиційної єврейської забудови та синагога ремісників, яка зараз використовується за призначенням.
Ділянка єврейського кладовища Хмельницького протягнута вздовж вулиці Святослава Хороброго. Більшість надгробків її збереженої частини належить до чобіткового типу з вертикальною частиною, верх якої ширше ніж низ. Трапляються тут також і обеліски. Надгробки Хмельниччини можна вважати показовими прикладами прояву тенденції до спрощення композиції пам'ятників в цілому і їх різьбленого декору зокрема. Стели тут мають поширену на Хмельниччині форму звуженої до низу трапеції, а єдиним декоративним елементом є утворений двома волютами невисокий фронтон, позбавлений будь-яких зображень. В окремих випадках майстер дозволяв собі дещо ускладнити малюнок рамки епітафії — вгорі вона прикрашалась зубцями. Слід відзначити, що мацеви подібного типу переважають на кладовищах східних, центральних та південних областей України (вирізняючись, звичайно, деякими формальними ознаками). Відсутність в цих регіонах мистецьких осередків з усталеними традиціями різьби по каменю призводила на межі XIX—XX століть до своєрідної архаїзації форм пам'ятників: так само ж і в стелах XVI — початку XVII століть вся увага зосереджувалась на тексті епітафії.
Частково збереглись мацеви, тексти надгробків, де є інформація, крім персональних даних, про рід занять, дату і причина смерті небіжчика. Частина мацев була привезена з інших населених пунктів.
Представлені візерунки нагадують мережива українських витинанок та є демонстрацією майстерності євреїв Поділля з різьблення по каменю. Здебільшого — це барельєфи із зображенням рослин та тварин. Приховане значення мови таємних символів досі вивчають історики.  Єврейська культура — це невіддільна частина культури практично всіх європейських країн. Старовинні мацеви мають багатошарову цінність. У них є і мистецька складова, і кілька таємних для нас, сучасних людей, сенсів. Для людей того часу вони були цілком зрозумілими, а сьогодні доводиться їх розшифровувати.

## Цікаві факти

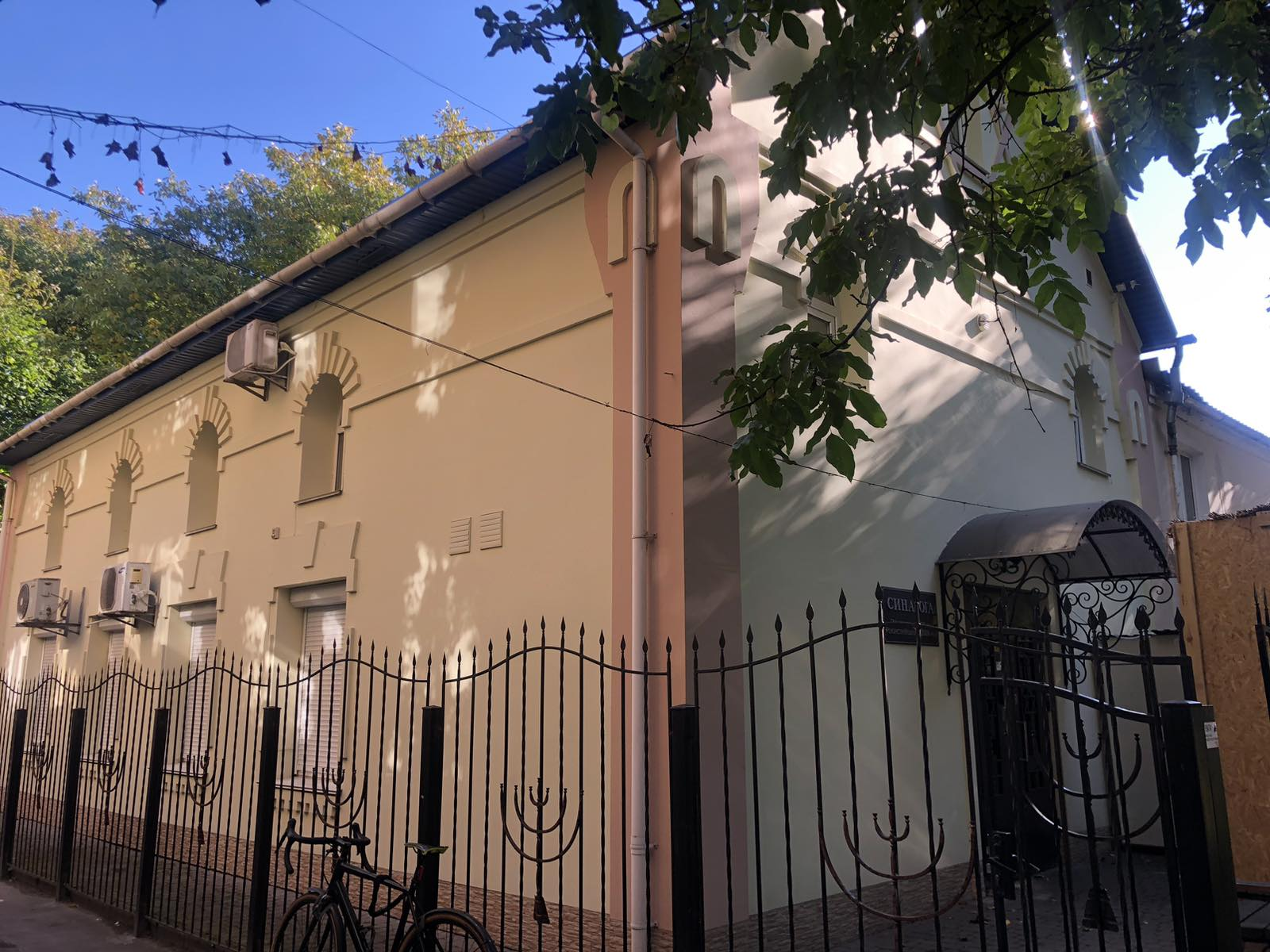
Синагога. Місто Хмельницький, вулиця Вайсера, 28

- На найдавнішому плані міста (1800 р.) зазначено «еврейское старое окопище» та «новое еврейское кладбище». Перше знаходилось приблизно у районі сучасного будинку по вулиці Кам'янецькій, 50. Якщо план 1800 року називає цей цвинтар старим, то можна зробити припущення про його значно давніше заснування на тодішній околиці Плоскирова (нині Хмельницького) вздовж дороги на Кам'янець. На плані зазначено і новий єврейський цвинтар неподалік від двох християнських. Цікаво, що стосовно цих двох цвинтарів не використовуються уточнення «старе», «нове». Чи дійсно було чинне нове єврейське кладовище нині невідомо.
- Про те, які розміри займало кладовище, можна встановити відповідно до розміщення Будинку омовіння (перехрестя вулиць Святослава Хороброго та Героїв Чорнобиля) та братської могили жертв Проскурівського погрому.
- За генеральним планом забудови Проскурова 1824 року для єврейського цвинтаря було виділено територію у районі, що сьогодні окреслена вулицями Свободи, Прибузької та Водопровідної. Це була околиця єврейської частини міста, і старожили пам'ятають залишки єврейських надгробних плит вздовж сучасної вулиці Свободи ще середині ХХ століття. Можна припустити, що саме залишки цвинтаря зумовили те, що сучасна вул. Вайсера (колишня Велика Бузька, Реміснича, Тельмана) не перетинає вулицю Свободи. А коли забудовувалась вулиця Водопровідна — забудова йшла вздовж південної межі цвинтаря.
- В середині 1940-вих землю далі, вздовж вулиці Водопровідної, роздали під приватну забудову. Очевидці розповідають, що під час будівництва знаходили велику кількість черепів та кісток, на тому місці лишалося багато надгробків-мацев.
- У першій половині 1980-тих років, коли прокладали вулицю Свободи, частину приватних будинків знесли. А надгробки, які ще лишались у землі та фундаментах знесених будинків, використали для створення насипу для вулиці Свободи в районі мосту. Очевидці пригадують, як переносили плити мацеви під час суботників, що організовували на тому будівництві. Коли будували 10-ту школу (сьогодні Ліцей № 10), перед її парадним входом, у котловані було видно цегляні стіни з арками. Навіть до сьогодні, коли доводиться копати ями для якихось робіт, можна знайти кістки людей.
- Найдавніші поховання на частині кладовища, що збереглась, датуються 1936 роком, а останні — 1964. Вже з цього року всі поховання ведуться на кладовищі у районі приміського села Шаровечка, де є єврейський сектор.
- На місці Хмельницької «Стандартметрології», де за спогадами очевидців було старе єврейське кладовище, є табличка,  яку встановила організація «Намети праведників» написано, що на цьому цвинтарі були поховані «Рабі Арьє Єгуда Лейбик Ліберзон, онук рабі Лібера Великого з Бердичева» та «Рабі Моше Хаим Єфраїм з Проскурова». Рабі (равин, «мій вчитель») Лейбик Ліберзон — перший адмур з Проскурова, рабі Моше Єфраїм — другий. Адмур — назва керівника хасидів, абревіатура слів: «адойнейну, мойрейну верабейну» — «пан наш, вчитель наш, наш ребе».

## Галерея
|                                                                      |
| Розташування надгробків на єврейському кладовищі міста Хмельницького |

|                    |
| Один із надгробків |

|                     |
| Надгробок з текстом |

|                                  |
| Надгробок з рослинною символікою |

|                     |
| Надгробок із дерева |

|                    |
| Надгробок фігурний |